# Esraa Owis
Esraa Owis (15 oktober 1997) is een atleet uit Egypte.
Owis nam op de Olympische Jeugdzomerspelen 2014 deel aan de 8x100 meter estafette en het onderdeel verspringen.
In 2018 en 2019 werd Owis nationaal kampioene verspringen en hink-stap-sprong in Egypte. Ook nam ze deel aan de Afrikaanse kampioenschappen.

## Persoonlijke records
- verspringen: 6,44 m (26 juni 2019 in Maadi)
- hink-stap-sprong: 13,12 m (25 juli 2019 in Maadi)

- World Athletics: 14661496